# Ilke Wyludda
Ilke Wyludda (Leipzig, 28 de março de 1969 – Halle, 1 de dezembro de 2024) foi uma atleta alemã, campeã olímpica do lançamento de disco.
Estabeleceu dezessete recordes mundiais juvenis nesta prova e mais dois no lançamento de peso. Foi campeã mundial junior e em setembro de 1988, aos 19 anos, lançou o disco a 74,40 m, em Berlim, que ainda é o recorde mundial junior da prova.
Entre 1989 e 1991, Ilke dominou a prova internacionalmente, com 41 vitórias consecutivas, com títulos no Campeonato Europeu e na Copa do Mundo de Atletismo. Nos Jogos Olímpicos de Barcelona, em 1992, entretanto, sua participação foi decepcionante. Devido a várias contusões no período anterior aos Jogos, ela alcançou apenas o nono lugar.
Seu grande momento na carreira veio somente 1996 com a medalha de ouro nos Jogos Olímpicos de Atlanta. Encerrou a carreira após um subsequente modesto sétimo lugar em Sydney 2000.
Após encerrar sua carreira passou a trabalhar como médica de emergência. Em 2011, aos 41 anos de idade, precisou amputar a perna direita devido a complicações causadas por sépsis.

## Morte
Wyludda morreu no dia 1° de dezembro de 2024, aos 55 anos.